# Јохан Галтунг
Јохан Галтунг (норв. Johan Galtung; Осло, 24. октобар 1930 — Осло, 17. фебруар 2024) био је норвешки социолог, математичар и и главни оснивач дисциплине мира и конфликта студија. Он је суоснивач Института за истраживање мира у Ослу 1959, радећи у њему као директор до 1970. године. Основао је Журнал за истраживање мира 1964. 1969. године именован је за првог професора у мировним и конфликтним студијама на свету на Универзитету у Ослу. Поднео је оставку професора 1977. и од тада предаје на неколико других универзитета; од 1993. до 2000. као истакнути професор на мировним студијама на Универзитету на Хавајима где је постао први Тун Махатхир професор глобалног мира на Интернационалном исламском универзитету у Малезији. Добитник је награде Право животно средство 1987. године.
Галтунг је познат по доприносима математици и социологији 50-их година, политичкој науци 60-их, економији и историји 70-их, макроисторији, антропологији и теологији 80-их година. Он је развио неколико утицајних теорија, као што су разлика између позитивног и негативног мира, теорија структуралног насиља, теорија конфликта и решавања конфликта, концепт изградње мира, структурална теорија империјализма и теорија САД као републике и империје.

## Биографија
Галтунг је рођен у Ослу. Стекао је диплому доктора математике на Универзитету у Ослу 1966. и годину дана касније диплому из социологије на истом универзитету. Био је један од девет доктора 1975. године.
Галтунгов отац и деда су били лекари. Презиме Галтунг потиче из Хордленда где је његов деда рођен. Његова мајка Хелга Холмбое је рођена у централној Норвешкој у Тронделагу, а отац у Остфолду на југу Норвешке. Галтунг се женио два пута. Двоје деце има са првом женом Ингрид Еиде- Харалд Галтунг и Андреас Галтунг, а двоје са другом женом Фумико Нишимура- Ирена Галтунг и Фредрик Галтунг.
Након стицања дипломе Галтунг је почео да предаје на Универзитету Колумбија у Њујорку као асистент професор на Одељењу за социологију. 1959. године, Галтунг се вратио у Осло где је основао Истраживачки институт за мир у Ослу (ПРИО). Био је директор института до 1969, и присуствовао развоју института од одељења у склопу Норвешког института за социјална истраживања у независни истраживачки институт са могућношћу добијања директних средстава од норвешког министрарста за образовање.
Године 1964. Галтунг је основао први академски журнал посвећен мировним студијама: Журнал за истраживање мира. Исте године, учествовао је у оснивању Међународне асоцијације за мировна истраживања. 1969. је напустио ПРИО ради позиције професора за истраживање конфликата и мира на Универзитету у Ослу, где се задржао до 1978. године.
После тога био је генерални директор Међународног универтитетског центра у Дубровнику, такође радећи као председник Светске будуће студијске федерације. Такође је био и гостујући професор на другим универзитетима као што су Сантијаго, Чиле, Универзитет УН у Женеви, Универзитет Колумбија, Принстон и Универзитет на Хавајима. Предавао је на толико много универзитета где је научио много више студената широм света него и један савремени социолог. Тренутно, Галтунг предаје на одељењу за Науку о људима на Сајбрук универзитету.
Галтунг је плодан истраживач који је дао велики допринос многим пољима социологије. Публиковао је више од хиљаду чланака и преко сто књига. Економиста и његов следбеник Кенет Булдинг је рекао за Галтунга да је његов рад толико велики и разнолик да је тешко поверовати да долази од човека. Он је члан Норвешке академије за науку и уметност.

## Посредништво за мир
Галтунг је преживео Други светски рат у окупираној Норвешкој и као 12-годишњак је присуствовао хапшењу оца од стране нациста. Од 1951. године био је већ признат као мировни посредник и изабран да ради 18 месеци у социјалној служби у месту његовог служења војног рока. После 12 месеци, инсистирао је да остатак његове социјалне службе проведе у активностима везаним за мир због чега су га норвешке власти послале у затвор где је служио 6 месеци.
Године 1993. био је суоснивач Мреже за развој мира у окружењу, организације за решавање конфликата мирним путем. Постоји 4 традиционална, али незадовољавајућа начина на који конфликт између две стране може бити решен:
1. А побеђује, Б губи
2. Б побеђује, А губи
3. Решење је одложено јер ни А ни Б страна нису спремне да окончају конфликт
4. Постигнут је компромис којим нису задовољне ни А ни Б страна

Галтунг је покушао да наметне пети начин решавања конфликата у којима се се и А и Б страна осећају као победници. Метода, такође, инсистира да основне људске потребе као што су преживљавање, физичко благостање, слобода и идентитет морају бити поштоване.

## Главне идеје
Галтунг је први конципирао изградњу мира позивом на системе који би креирали одрживи мир. Структурама изградње мира потребно је знати корене узроке конфликта и подржати локални капацитет за управљање миром и решавање конфликта.
Био је саветник у неколико међународних организација. Од 2004. године члан је Саветодавног тела при Комитету за демократију УН.
Такође је написао много емпиријских и теоретских чланака, најчешће се суочавајући са питањима мира и решавања конфликата.
Галтунг је уско повезан са концептима структуралног насиља и негативан против позитивног мира.

### САД као република и имерија
За Галтунга САД је истовремено и република и империја. САД су са једне стране вољене због својих републиканских квалитета, а са друге стране презрене од својих непријатеља у иностранству због учешћа у војним агресијама. Њихови републикански квалитети укључују радну етику, динамичност, продуктивност и креативност, слободарске идеје и пионирски дух. Са друге стране њихова војна и политичка манипулација су последица њихове агресивности, ароганције, насиља, лицемерја и самоправедности познате као јавно америчко игнорисање других култура.
Године 1973. Галтунг је критиковао „структурални фашизам“ САД и других западних земаља који би заратили да осигурају пословно тржиште наводећи: „Економски систем који се зове капитализам када је повезан на овај начин са другим земљама зове се империјализам.“ Хвалио је Фидела Кастра за ослобађање од империјазма. Галтунг је изјавио да су САД „земљоубице“ криве за неофашистички тероризам упоређујући САД са нацистичком Немачком због бомбардовања Косова за време НАТО бомбардовања Југославије 1999. године.
Према Галтунгу, америчка империја узрокује неподношљиву патњу и озлојеђеност од стране експлоататора/ убица/ доминатора/ странаца и оних који подржавају САД империју због своје користи. У чланку публикованом 2004. године, Галтунг је предвидео да ће америчка империја пасти до 2020. Проширио је ову хипотезу 2009. у књизи под називом „Пад америчке империје- шта онда? Наследници, регионализација или глобализација? Амерички фашизам или амерички процват?“.
Излажући на радио и телевизијској емисији Демократија сада, изјавио је да воли САД као републику и мрзи Сједињене Америчке Државе као империју. Додао је да су му се многи Американци захваљивали за ову изјаву на његовим предавањима јер им је помогла да реше конфликт између њихове љубави према својој земљи и незадовољства њиховом спољном политиком.

### Предвиђања
Од пада Совјетског Савеза, Галтунг је дао неколико предвиђања од када САД више неће бити суперсила, став који је сам по себи контроверзан. У чланку публикованом 2004. године, дао је листу 14 контрадикторности које ће проузроковати пад америчке империје. Након почетка рата у Ираку, он је ревидирао своје предвиђање пада америчке империје видећи га као врло скорог. Он тврди да САД пролазе кроз фазу фашистичког диктаторства на свом путу ка доле, и да је Патриот акт симптом тога. Тврди да је избор Џорџа В. Буша коштало америчку империју 5 година- такође признаје да је ова процена постављена мало произвољно. Сада предвиђа крај америчке империје до 2020, али не и америчке републике. Као Великој Британији, Русији и Француској, америчкој републици ће бити боље без империје.
Нека Галтунгова предвиђања се нису остварила. На пример, Градски журнал тврди да је 1953, Галтунг предвидео да ће економија Совјетског Савеза ускоро престићи западну економију.

## Пријем теорија

### Критике

#### Критике Бруса Бауера и Барбаре Кеј
За време своје каријере, неке од Галтунгових изјава и теорија биле су подложне критици. 2007. године чланак Бруса Бауера објављен у магазину Градски журнал и накнадни чланак из фебруара 2009. Барбаре Кеј у часопису Национална објава су критиковали неке од Галтунгових изјава. Оба аутора су критиковала Галтунгово мишљење да је комунистичка Кина била „репресивна у одређеном либералном смислу“. Мао Цедунг је био „бескрајно либералан када је видео из других перспектива да либерална теорија није никад схваћена“ јер је Кина показала да „цела теорија о томе шта је отворено друштво мора бити преписана, такође и теорија о 'демократији'- и требаће много времена пре него што запад буде вољан видети Кину као главног учитеља у таквим предметима.“ Аутори су такође критиковали Галтунгову опозицију мађарском отпору против совјетске инвазије 1956. године, као и његов опис 1974. Александра Солжењицина и Андреја Сахарова као „прогањане елитне личности“. Оба, горе поменута чланка, наводе да је он сугерисао да би уништење Вашингтона била фер казна за амерички арогантан поглед себе као „модела за све друге“. Бауер је додатно тврдио да је Галтунг најбоље описан као „доживотни непријатељ слободе“. Међутим, Галтунг је назвао нападе од 11. септембра „криминалним политичким насиљем“.

#### Тврдње да Јевреји контролишу политику и медије
У априлу 2012, неки норвешки коментатори су оптужили Галтунга за антисемитизам након што је објавио колумну у магазину „Хуманиста“ тврдећи да Јевреји контролишу политику и медије. Галтунг је одбио те наводе. Израелске новине „Харец“ су га оптужиле у мају 2012. за: (1) сугеришући могућност везе између напада у Норвешкој 2011. и израелске обавештајне агенције Мосад, (2) помињање да 6 јеврејских компанија контролишу америчке медије, (3) препознавање онога шта он сматра да су сличности између банкарске фирме Голдман Сакс и завереничких антисемитских Протокола Сионских мудраца и (4) теоризирање, да иако није оправдано, антисемитизам после Првог светског рата у Немачкој донео предвидљиве последице за немачке Јевреје који су држали утицајне позиције. Као резултат ових изјава у мају 2012. године, ТРАНСЦЕНД, организација чији је суоснивач Галтунг објављује изјаву покушавајући да објасни његово мишљење. 8. августа 2012. Светска академија за мир у Базелу, у Швајцарској, је објавила да је Галтунг суспендован из њихове организације, наводећи због чега- „несмотрене и офанзивне изјаве које су нарочито осетљиве за Јевреје.“

## Изабрани радови
Галутнг је објавио више од хиљаду чланака и преко сто књига.
- Statistisk hypotesepröving (Тестирање статистичке хипотезе, 1953)
- Gandhis politiske etikk (Гандијева политичка етика, 1955, са филозофом Ареом Несом)
- Теорија и методе социјалних истраживања (1967)
- Чланови два света (1971)
- Fred, vold og imperialisme (Мир, насиље и империјализам, 1974)
- Мир: Истраживање - образовање – акција (1975)
- Европа у развоју (1989)
- Глобална гласност: Према новом светском поретку информације и комуникације? (1992, са Ричардом Винсентом)
- Мир мирним путем: Мир и конфликт, развој и цивилизација (1996)
- Johan uten land. På fredsveien gjennom verden (Јован без Земље. На путу мира кроз свет, 2000, аутобиографија за коју је добио награду Брејџ)
- 50 година: Перспективе мира и конфликта (2008)
- Демократија – мир – развој (2008, са Паулом Д. Скотом)
- 50 година: 25 истражених интелектуалних појава (2008)
- Глобализовани Бог: Религија, духовност и мир (2008, са Грам Мекуин)

## Рефернце
1. ↑  Brewer 2010, стр. 7.
2. ↑  „Public Lecture: "Seeking Peace from Resolving Conflict between Buddhists and Muslims in Myanmar and Sri Lanka" by Prof. Dr. Johan Galtung”. Архивирано из оригинала 03. 06. 2015. г. Приступљено 17. 12. 2015.
3. ↑  "Peacebuilding and The United Nations - United Nations Peacebuilding Support Office". Un.org. 2011-07-24. Retrieved 2013-11-18.
4. ↑  "Johan Galtung", Norsk Biografisk Leksikon
5. 1 2  "CV_Galtung". Coe.int. Retrieved 2013-11-18.
6. ↑  "Global University Network News". Retrieved 16 November 2014.
7. ↑  Genealogical data for Johan Galtung
8. 1 2  Life of Johan Galtung (in Danish)
9. 1 2 3  PRIO biography for Johan Galtung
10. ↑  History of the IPRA
11. 1 2  E. Boulding. 1982. стр. 323.
12. ↑  Dagens Nyheter 2003-01-15.
13. ↑  Saybrook.edu
14. 1 2  TRANSCEND biography on Johan Galtung
15. ↑  K. Boulding. 1977. стр. 75.
16. ↑  "Gruppe 7: Samfunnsfag (herunder sosiologi, statsvitenskap og økonomi)" (in Norwegian). Norwegian Academy of Science and Letters. Retrieved 26 October 2009.
17. ↑  Transcend.org
18. ↑  "Interview - Johan Galtung". Retrieved 16 November 2014.
19. ↑  PEACEBUILDING & THE UNITED NATIONS Peacebuilding Support Office, United Nations
20. ↑  Article by Dr Zeki Ergas "Out of Sync with the world: Some Thoughts on the Coming Decline and Fall of the American Empire"
21. 1 2  The Peace Racket by Bruce Bawer, City Journal, Summer 2007.
22. 1 2  Barbarians within the gate by Barbara Kay, National Post, February 18, 2009.
23. ↑  Prof. J. Galtung: 'US empire will fall by 2020' on YouTube Russia Today.
24. 1 2  On the Coming Decline and Fall of the US Empire by Johan Galtung, Transnational Foundation and Peace and Research (TFF), January 28, 2004.
25. ↑  Galtung on Democracy Now, 2010
26. ↑  Amerikas imperium går under innen 2020 Adressa September 23, 2004.
27. ↑  Bawer, Bruce. 2007. "The Peace Racket". City Journal. Summer 2007..
28. ↑  "September 11 2001: Diagnosis, Prognosis, Therapy" by Johan Galtung
29. ↑  Galtung: Dette er en av grunnene til at jeg forlot Norge VG, 26 April 2012
30. ↑  Martin Herman Wiedswang Zondag: Dette er ganske vill lesing fra Galtung NRK, 24 April 2012
31. ↑  Aderet, Ofer (30 April 2012). "Pioneer of global peace studies hints at link between Norway massacre and Mossad". Haaretz. Retrieved 7 September 2012.
32. ↑  "TRANSCEND International's Statement Concerning the Label of anti-Semitism Against Johan Galtung". TRANSCEND International. Retrieved 8 September 2012.
33. ↑  Weinthal, Benjamin (August 9, 2012). "Swiss group suspends 'anti-Semitic' Norway scholar". Jerusalem Post. Archived from the original on August 11, 2012. Retrieved August 11, 2012.
34. ↑  [G/Skins/GPN/printskin "Pioneer of Global Peace Studies Turns Out to be an Antisemite"]. Retrieved 16 November 2014.